# هيثر هنتر
هيثر هنتر (بالإنجليزية: Heather Hunter)‏‏ (1 أكتوبر 1969 في ذا برونكس - ) رسامة، وممثلة إباحية، وروائية، وكاتِبة، ورابر، وعارضة، وعارضة إغراء، وممثلة أفلام، ومغنية من الولايات المتحدة.

## الجوائز
- عضو قاعة مشاهير مجلة أخبار أفلام البالغين  [لغات أخرى]‏

## روابط خارجية
- هيثر هنتر على موقع IMDb (الإنجليزية)
- هيثر هنتر على موقع ميوزك برينز (الإنجليزية)
- هيثر هنتر على موقع إن إن دي بي (الإنجليزية)
- هيثر هنتر على موقع أول ميوزيك (الإنجليزية)
- هيثر هنتر على موقع ديسكوغز (الإنجليزية)
- هيثر هنتر على موقع قاعدة بيانات الفيلم (الإنجليزية)
- هيثر هنتر على موقع كينوبويسك (الروسية)